# Apodacra rohdendorfi
Apodacra rohdendorfi är en tvåvingeart som beskrevs av Yu. G. Verves 1980. Apodacra rohdendorfi ingår i släktet Apodacra och familjen köttflugor.
Artens utbredningsområde är Armenien. Inga underarter finns listade i Catalogue of Life.